# Virginia (nome)
Virginia  è un nome proprio di persona italiano femminile.

## Varianti
- Femminili: Verginia[5]
  - Ipocoristici: Virna[4]
- Maschili: Virginio[1][4][5][6]

### Varianti in altre lingue
- Francese: Virginie[2]
  - Ipocoristici: Gigi[2]
- Friulano: Virgjinie
- Inglese: Virginia[2][7]
  - Ipocoristici: Gina[2], Ginnie[2], Ginny[2], Jinny[2], Ginger[2], Virgee[2], Virgie[2]
- Latino: Verginia[2][5][6], Virginia[1][2][7]
- Polacco: Wirginia
- Portoghese: Virginia[2]
- Rumeno: Virginia[2]
- Spagnolo: Virginia[2]
- Svedese: Virginia[2]

## Origine e diffusione

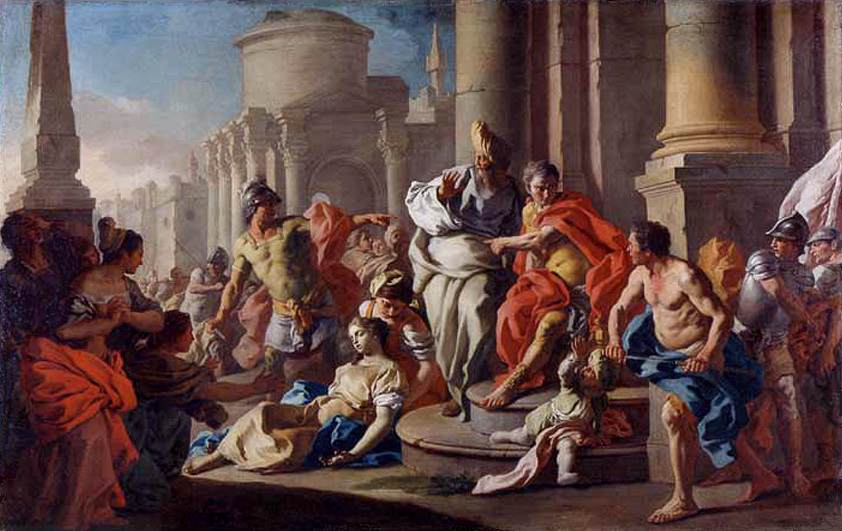
La morte di Virginia, di Francesco De Mura

Continua il latino Virginia o Verginia, forma femminile di Virginius o Verginius; questo nome è stato già anticamente associato al termine latino virgo ("vergine"), tuttavia la sua vera origine è etrusca, da un nome Vercna di significato ignoto a cui risale anche il nome Virgilio.
Il nome è presente nella mitologia romana, dove Verginia è una giovane donna che viene uccisa da suo padre per sottrarla alle mire di Appio Claudio; alla sua storia, ripresa tra l'altro da varie opere come la Virginia di Vittorio Alfieri, si deve parte della popolarità del nome, che è più diffuso al femminile che al maschile. Nel XVIII secolo il romanzo di Saint-Pierre Paolo e Virginia ha probabilmente dato nuovo slancio all'uso del nome. Degno di nota è il fatto che "Virginia" fu anche il nome dato alla prima bambina inglese nata nel Nuovo Mondo, Virginia Dare: in quel caso il nome era ispirato a quello della colonia britannica di Virginia, che prendeva a sua volta il nome da Elisabetta I, detta "la regina vergine". Forse per questo motivo il nome è stato molto più popolare negli Stati Uniti che in altre nazioni inglesi.

## Onomastico
L'onomastico si può festeggiare in memoria di più sante, alle date seguenti:
- 7 gennaio, santa Virginia del Poitou, vergine e martire, patrona di Sainte-Verge[8][9]
- 24 aprile, santa Maria di Sant'Eufrasia, al secolo Marie-Virginie Pelletier, fondatrice delle Suore di Nostra Signora della Carità del Buon Pastore[8][9]
- 5 agosto, santa Virginia, martire a Roma
- 15 dicembre, santa Virginia Centurione Bracelli, vedova e fondatrice[8][9]

## Persone

Virginia Oldoini

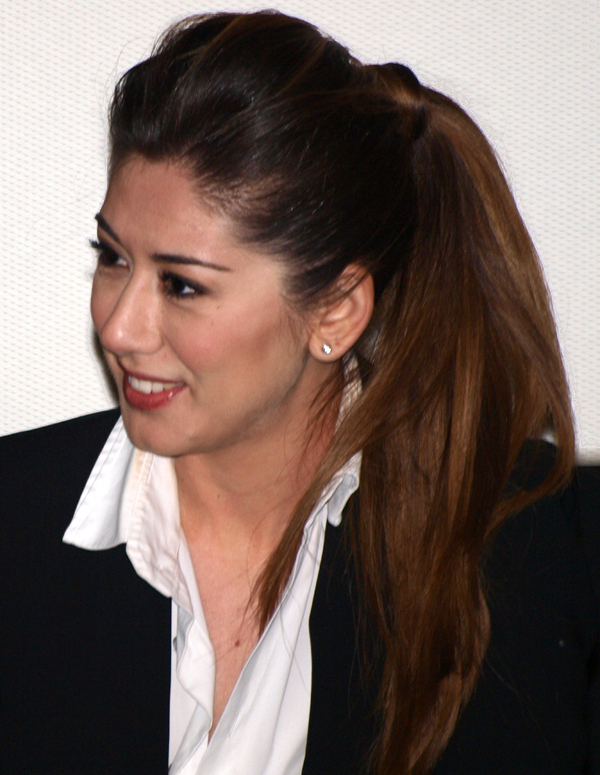
Virginia Raffaele

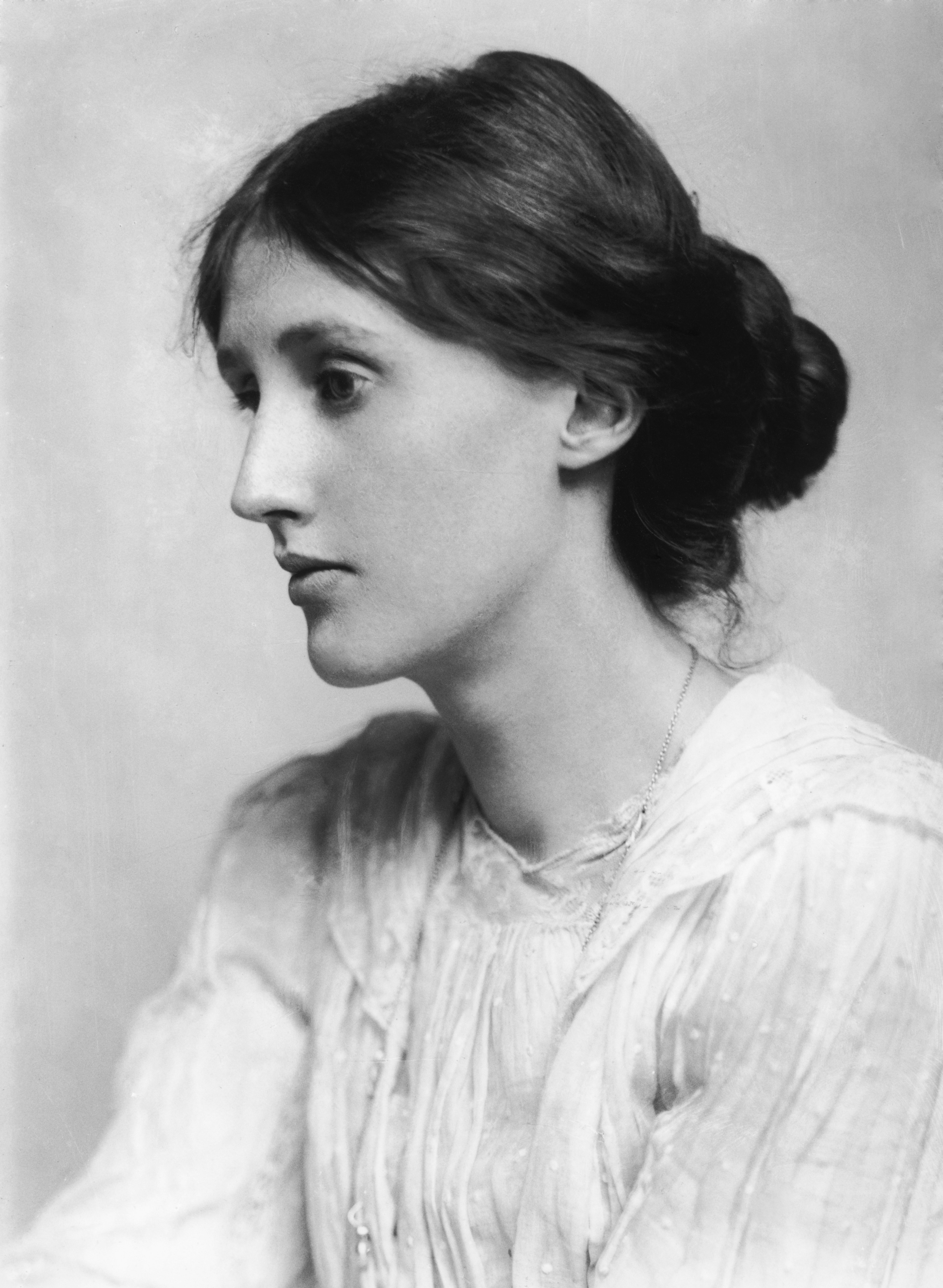
Virginia Woolf

- Virginia Apgar, pediatra statunitense
- Virginia Boccabadati, soprano italiano
- Virginia Bruce, attrice statunitense
- Virginia Centurione Bracelli, religiosa e santa italiana
- Virginia Galante Garrone, scrittrice italiana
- Virginia Galilei, figlia di Galileo Galilei
- Virginia Mayo, attrice statunitense
- Virginia Oldoini, nota come "la Contessa di Castiglione", nobildonna italiana
- Virginia Pearson, attrice statunitense
- Virginia Raffaele, attrice, comica ed imitatrice italiana
- Virginia Raggi, politica italiana
- Virginia Rappe, modella e attrice statunitense
- Virginia Woolf, scrittrice, saggista e attivista britannica
- Virginia Zeani, soprano rumeno

### Variante Virginie

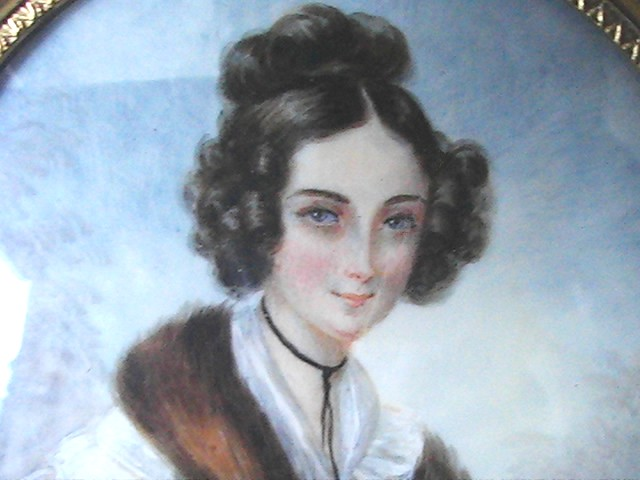
Virginie Ancelot

- Virginie Ancelot, scrittrice, drammaturga, pittrice e memorialista francese
- Virginie Claes, modella belga
- Virginie De Carne, pallavolista belga
- Virginie Dedieu, nuotatrice francese
- Virginie Desarnauts, attrice francese
- Virginie Despentes, scrittrice e regista francese
- Virginie Efira, attrice belga
- Virginie Ledoyen, attrice francese
- Virginie Marsan, attrice italiana
- Virginie Razzano, tennista francese
- Virginie Újlaki, schermitrice ungherese naturalizzata francese

### Altre varianti
- Ginny Brown-Waite, politica statunitense
- Jinny Steffan, attrice, showgirl e ballerina italiana

## Il nome nelle arti
- Virginia Gray è un personaggio della serie televisiva Heroes.
- Virginia Potts, più nota come Pepper Potts, è un personaggio dei fumetti Marvel Comics.
- Virginia è il nome di un personaggio nella commedia Bene mio e core mio di Eduardo De Filippo.
- Virginia Tabusso è il nome di un personaggio del romanzo La donna della domenica di Fruttero & Lucentini.
- Ginny Sacramoni è un personaggio della serie televisiva I Soprano.